# Gyarancita rondoni
Gyarancita rondoni är en skalbaggsart som beskrevs av Stefan von Breuning 1963. Gyarancita rondoni ingår i släktet Gyarancita och familjen långhorningar.
Artens utbredningsområde är Laos. Inga underarter finns listade i Catalogue of Life.